# Дорсино
Дорси́но (итал. Dorsino) — коммуна в Италии, располагается в регионе Трентино — Альто-Адидже, в провинции Тренто.
Население коммуны составляло, на 31.12.2014 года, 438 человек, плотность населения ─ 35,02 чел./км². Занимает площадь 12,51 км². Почтовый индекс — 38070. Телефонный код — 0465.
Покровителем коммуны почитается святой Георгий Победоносец, празднование 23 апреля.

## Демография
Динамика населения: